# Ordericus Vitalis
Ordericus Vitalis (ca. 1075 - 1143) was een Engels/Normandisch geschiedschrijver. Hij werd geboren in Shropshire als zoon van Normandische ouders. Zijn vader was een Franse priester in dienst van Rogier II van Montgomery.
Op 10-jarige leeftijd werd Ordericus geplaatst in het Normandische klooster van Saint-Evroul, waar men hem de naam Vitalis gaf, die hij later zou toevoegen aan zijn eigen naam. Hij sprak aanvankelijk geen woord Frans en bleef zich ook later altijd een Engelsman voelen. In 1093 werd hij diaken en in 1107 priester. Hoewel hij het grootste deel van zijn leven in het klooster woonde en weinig bijzonders meemaakte, maakte hij wel enkele reizen naar plaatsen in Frankrijk en Engeland. Ook werd het klooster, dat een goede reputatie had, regelmatig bezocht door buitenlandse gasten, van wie hij veel informatie ontving.
Na verloop van tijd kreeg hij de opdracht een geschiedenis van het klooster te schrijven. Deze opdracht leidde tot een werk van 20 jaar, dat 13 delen zou beslaan. Deze Historia Ecclesiastica beschreef de geschiedenis vanaf het ontstaan van het christendom tot aan het zesde regeringsjaar van Stefanus van Engeland in 1141. Het werk, hoewel rommelig wat betreft de chronologie, wordt beschouwd als een belangrijke bron van met name de gezamenlijke Normandische geschiedenis in Frankrijk en Engeland in de 11e en 12e eeuw.

## Citaten
Hij liet zich negatief uit over de Harrying of the North, de campagne waarmee Willem de Veroveraar in 1069-70 de Normandische macht in Noord-Engeland definitief wist te vestigen.

De koning liet zich door niets tegenhouden om zijn vijanden te bejagen. Hij doodde vele mensen en verwoestte huizen en land. Nergens anders had hij zo'n wreedheid getoond. Dit bewerkstelligde een echte verandering.
Tot zijn schande deed Willem geen moeite om de furie te beheersen; hij strafte de onschuldigen samen met de schuldigen. Hij gaf de opdracht om gewassen en kuddes, gereedschap en voedsel tot as te verbranden. Meer dan 100.000 mensen kwamen om van de honger.
Ik heb Willem in dit boek vaak geprezen, maar over deze vreselijke slachtpartij heb ik niets goed te zeggen. God zal hem straffen
—  Ordericus Vitalis, 12de eeuw.

## Voetnoten
1. ↑  Vitalis, 'The Ecclesiastical history of England and Normandy, blz. 28.